# Ragnhild Windahl
Ragnhild Windahl (30 de ocrubre de 1916-16 de agosto de 2007) fue una deportista sueca que compitió en tiro con arco, en la modalidad de arco recurvo. Ganó cinco medallas en el Campeonato Mundial de Tiro con Arco al Aire Libre entre los años 1949 y 1952.

## Palmarés internacional
| Campeonato Mundial al Aire Libre | Campeonato Mundial al Aire Libre | Campeonato Mundial al Aire Libre | Campeonato Mundial al Aire Libre |
| Año                              | Lugar                            | Medalla                          | Prueba                           |
| -------------------------------- | -------------------------------- | -------------------------------- | -------------------------------- |
| 1949                             | París (Francia)                  | Medalla de plata                 | Individual                       |
| 1949                             | París (Francia)                  | Medalla de plata                 | Equipo                           |
| 1950                             | Copenhague (Dinamarca)           | Medalla de plata                 | Equipo                           |
| 1950                             | Copenhague (Dinamarca)           | Medalla de bronce                | Individual                       |
| 1952                             | Bruselas (Bélgica)               | Medalla de bronce                | Equipo                           |